# الجانح (المحفد)

تعديل مصدري - تعديل

الجانح هي إحدى قرى عزلة المحفد بمديرية المحفد التابعة لمحافظة أبين، بلغ تعداد سكانها 538 نسمة حسب تعداد اليمن لعام 2004.